# 詹慶齡
詹慶齡（1968年2月7日—），台灣知名主播、節目主持人，曾擔任TVBS新聞台《晚間67點新聞》主播、中天電視新聞部總監。她是前衛生署長詹啟賢的姪女。現任網路媒體ETtoday新聞雲《史瑪特過生活》主持人、寰宇新聞台《名人書房》主持人、中國文化大學新聞學系教授。

## 學歷
- 淡江大學德文系學士
- 國立政治大學傳播學院碩士

## 曾主播過或主持過的節目
| 年份                           | 頻道             | 節目                                     | 備註                       |
| 時間待查                       | 年代新聞         | 《中華職棒》                             | 轉播主播                   |
| 時間待查                       | PTV 中天勁報電視 | 《中天晚間新聞》                         | 主播（與蘇逸洪一起雙主播） |
| 時間待查                       | TVBS             | 《無線夜報》                             | 主播                       |
| 時間待查                       | TVBS             | 《無線午報》                             | 主播                       |
| 時間待查                       | TVBS             | 《無線午報—台語新聞》                    | 主播                       |
| 時間待查                       | TVBS             | 《台語晚報》                             | 主播                       |
| 時間待查                       | TVBS             | 《台語新聞》                             | 主播                       |
| 2001年1月－2001年3月           | PTV 中天勁報電視 | 《風雲時代》                             | 製作兼主持                 |
|                                | PTV 中天勁報電視 | 《尚青新聞》                             | 台語新聞主播               |
| 2004年1月1日－2004年9月17日    | TVBS             | 《TVBS晚間新聞》                         | 主播（與蘇逸洪一起雙主播） |
| 時間待查—2005年                | TVBS-N           | 《新聞最前線》                           | 主播                       |
| 2005年－2014年2月              | TVBS-NEWS        | 《晚間67點新聞》                         | 主播(2014/05/19)           |
| 2014年10月19日－2015年11月29日 | 中天新聞台       | 《中天調查報告》                         | 主持人                     |
| 2019年4月12日－                | 寰宇新聞台       | 《名人書房》                             | 主持人                     |
| 2019年6月8日                   | 華視             | 《2020民主進步黨總統初選電視政見發表會》 | 主持人                     |

## 網路直播節目
| 年份           | 頻道          | 節目                   | 備註   |
| 2017年7月13日— | Youtube       | 大雲文創《大雲有故事》 | 主持人 |
| 2017年9月—至今 | ETtoday新聞雲 | 《史瑪特過生活》       | 主持人 |

## 資料來源
1. ↑  蘇逸洪遭李四端逼退.自由時報.2004-09-20　 （页面存档备份，存于）